# 拉丁-法利斯克语支
拉丁-法利斯克語支或称拉丁尼亚语支，是印歐語系意大利语族的一個分支，由公元前1千纪生活在意大利的拉丁-法利斯克人所操。
该语支包括拉丁語和法利斯克语，以及常被认为是古拉丁语方言的两门语言：拉维尼乌姆语和普雷尼斯特语。
這些語言在意大利的拉丁姆地區使用，之後拉丁語成為羅馬帝國的唯一通用語言。法利斯克語的使用者逐漸減少並消失；而拉丁語的民間通俗變體──通俗拉丁語，中世紀早期開始分化，至九世紀成為羅曼語族，從而發展成西歐的40多種語言，现有超过8亿人使用。这主要归功于罗马帝国，以及后来西班牙、法国和葡萄牙殖民帝国的影响。

## 拉维尼乌姆语
拉维尼乌姆语是一种古老的拉丁-法利斯克语，主要由居住在罗马附近的拉丁人使用。它可能是拉丁语的方言。

## 普雷尼斯特语
普雷尼斯特语亦是一种古老的拉丁-法利斯克语。它在旧拉丁姆（今日拉齐奥）的东部地区使用。

## 语言学描述
拉丁语和法利斯克语同其他意大利语族语言有着多个共同特征：
- 晚期印欧语的双元音/*eu/演变为 ou。[6]
- 晚期印欧语中源自元音喉音的/*ə/演变为 a。[7]
- 印欧语中的音节性流音/*l̥, *r̥/发展出了一个插音 o，形成意大利语族的 ol、or。[8]
- 印欧语中的音节性鼻音/*m̥, *n̥/发展出了一个插音 e，形成意大利语族的 em、en。[9]
- 来自印欧语的词首送气塞音变为擦音：/*bʰ, *dʰ, *gʰ, gʷʰ />  f, f, h, f。[10]
- 辅音组合/*p...kʷ/被同化为/kʷ...kʷ/（原始印欧语 *penkʷe“五”> 拉丁语 ）。[11]

拉丁语和法利斯克语也有着其他意大利语族语言所不具备的特征。它们保留了原始印欧语的唇化软腭音/*kʷ, *gʷ/（写作 qu-、gu-，后来演变为软腭音和半元音）；而在奥斯坎-翁布里亚语支的语言中，它们则演变为唇音 p、b。拉丁语和法利斯克语使用离格后缀 -d，如在 med（“我”的离格）中所见，这在奥斯坎-翁布里亚语支中是不存在的。此外，拉丁语还表现出 ou 向 ū 的转变，尽管这一转变发生在拉丁-法利斯克时代之后，大约公元前2世纪时（拉丁语  < 原始意大利亚语 *louksnā < 原始印欧语 *lówksneh₂“月亮”）。

### 音系学
原始拉丁-法利斯克语的辅音系统很可能语古拉丁语基本相同。在普雷尼斯特胸针的铭文上找不到的辅音以星号标记。
|        |      | 唇音 | 齿龈音 | 硬腭音 | 软腭音 | 唇化软腭音 | 声门音 |
| ------ | ---- | ---- | ------ | ------ | ------ | ---------- | ------ |
| 爆发音 | 清   | *p   | *t     |        | k      | *kʷ        |        |
| 爆发音 | 浊   | *b   | d      |        | *g     | *gʷ        |        |
| 擦音   | 擦音 | f    | s      |        |        |            | *h     |
| 响音   | 响音 |      | *r, *l | j      |        | *w         |        |
| 鼻音   | 鼻音 | m    | n      |        |        |            |        |

在拉丁字母发明时，古拉丁语仍存在/kʷ/这个音，因为其产生了最小对立体  /kʷiː/（“谁”的主格）>  /ku.iː/（“谁”的宾格）。在其他位置，双元音和元音间隙并无区别：例如， 是双元音而  则是元音间隙。出于对称性考虑，许多古拉丁语中的字母组合 gu 实际上代表浊唇化软腭音/gʷ/是完全可能的。

## 延伸阅读
- Baldi, Philip. 2002. The foundations of Latin. Berlin: de Gruyter.
- Clackson, James, and Geoffrey Horrocks. 2007. The Blackwell history of the Latin language. Malden, MA: Blackwell.
- Giacomelli, Roberto. 1979. "Written and spoken language in latin-faliscan and greek-messapic." Journal of Indo-European Studies 7 no. 3–4: 149–75.
- Mercado, Angelo. 2012. Italic Verse: A Study of the Poetic Remains of Old Latin, Faliscan, and Sabellic. Innsbruck: Institut für Sprachen und Literaturen der Universität Innsbruck.
- Palmer, Leonard R. 1961. The Latin language. London: Faber and Faber.
- Joseph, Brian D., and Rex E. Wallace. 1991. "Is faliscan a local latin patois?" Diachronica: International Journal for Historical Linguistics/Revue Internationale Pour La Linguistique Historiqu 8, no. 2: 159–86.
- Rigobianco, Luca. 2019. Faliscan. Language, Writing, Epigraphy. Aelaw Booklet 7. Zaragoza.
- Rigobianco, Luca. 2020. «Falisco （页面存档备份，存于）», Palaeohispanica 20: 299–333.